# Élections municipales de 2013 dans Le Haut-Saint-François
Pour un article plus général, voir Élections municipales de 2013 en Estrie.
Cet article concerne les élections municipales de 2013 en Estrie dans la municipalité régionale de comté de Le Haut-Saint-François.

## Ascot Corner
| Candidats pour la mairie       | Vote | %     |
| ------------------------------ | ---- | ----- |
| Nathalie Bresse (Sortante)     | 532  | 54,62 |
| Sylvie Boucher                 | 442  | 45,38 |
| Taux de participation : 43,2 % |      |       |

| Candidats conseiller #1 | Vote            | %               |
| ----------------------- | --------------- | --------------- |
| Diane Talbot (Sortante) | Sans opposition | Sans opposition |

| Candidats conseiller #2    | Vote | %     |
| -------------------------- | ---- | ----- |
| Éric Mageau                | 567  | 60,26 |
| André Tousignant (Sortant) | 374  | 39,74 |

| Candidats conseiller #3 | Vote            | %               |
| ----------------------- | --------------- | --------------- |
| René R. Rivard          | Sans opposition | Sans opposition |

| Candidats conseiller #4 | Vote | %     |
| ----------------------- | ---- | ----- |
| France Martel           | 460  | 50,33 |
| Jean-Guy Larouche       | 454  | 49,67 |

| Candidats conseiller #5    | Vote | %     |
| -------------------------- | ---- | ----- |
| Donald Lachance            | 459  | 50,22 |
| Michel Choquette (Sortant) | 455  | 49,78 |

| Candidats conseiller #6   | Vote | %     |
| ------------------------- | ---- | ----- |
| Stanley Boucher (Sortant) | 606  | 64,74 |
| Frances Stickles          | 330  | 35,26 |

## Bury
| Candidats pour la mairie       | Vote | %     |
| ------------------------------ | ---- | ----- |
| Walter Dougherty (Sortant)     | 267  | 54,05 |
| Linda Harper McMahon           | 124  | 25,10 |
| Florence Duval Fréchette       | 103  | 20,85 |
| Taux de participation : 50,1 % |      |       |

| Candidats conseiller #1        | Vote            | %               |
| ------------------------------ | --------------- | --------------- |
| Roger Claude Bernier (Sortant) | Sans opposition | Sans opposition |

| Candidats conseiller #2     | Vote            | %               |
| --------------------------- | --------------- | --------------- |
| Marilyn Matheson (Sortante) | Sans opposition | Sans opposition |

| Candidats conseiller #3 | Vote            | %               |
| ----------------------- | --------------- | --------------- |
| Steve Nadeau            | Sans opposition | Sans opposition |

| Candidats conseiller #4 | Vote            | %               |
| ----------------------- | --------------- | --------------- |
| Martin Jones (Sortant)  | Sans opposition | Sans opposition |

| Candidats conseiller #5 | Vote            | %               |
| ----------------------- | --------------- | --------------- |
| Delmar Fisher           | Sans opposition | Sans opposition |

| Candidats conseiller #6 | Vote            | %               |
| ----------------------- | --------------- | --------------- |
| Alain Villemure         | Sans opposition | Sans opposition |

## Chartierville
| Candidats pour la mairie   | Vote            | %               |
| -------------------------- | --------------- | --------------- |
| Jean Bellehumeur (Sortant) | Sans opposition | Sans opposition |

| Candidats conseiller #1 | Vote            | %               |
| ----------------------- | --------------- | --------------- |
| Louis Désy (Sortant)    | Sans opposition | Sans opposition |

| Candidats conseiller #2  | Vote            | %               |
| ------------------------ | --------------- | --------------- |
| Jocelyn Poulin (Sortant) | Sans opposition | Sans opposition |

| Candidats conseiller #3 | Vote            | %               |
| ----------------------- | --------------- | --------------- |
| Denis Dion (Sortant)    | Sans opposition | Sans opposition |

| Candidats conseiller #4    | Vote            | %               |
| -------------------------- | --------------- | --------------- |
| Raymond Fournier (Sortant) | Sans opposition | Sans opposition |

| Candidats conseiller #5 | Vote            | %               |
| ----------------------- | --------------- | --------------- |
| Claude Sévigny          | Sans opposition | Sans opposition |

| Candidats conseiller #1  | Vote            | %               |
| ------------------------ | --------------- | --------------- |
| Nancy Lacroix (Sortante) | Sans opposition | Sans opposition |

Élection partielle au poste de maire en mars 2016.
- Rendue nécessaire en raison de la démission du maire Jean Bellehumeur[1].

| Candidats pour la mairie                    | Vote | %     |
| ------------------------------------------- | ---- | ----- |
| Denis Dion (Sortant d'un autre poste)       | 181  | 81,53 |
| Raymond Fournier (Sortant d'un autre poste) | 41   | 18,47 |
| Taux de participation : n/d                 |      |       |

## Cookshire-Eaton
| Candidats pour la mairie       | Vote | %     |
| ------------------------------ | ---- | ----- |
| Noël Landry (Sortant)          | 884  | 52,37 |
| Alain Coulombe                 | 804  | 47,63 |
| Taux de participation : 42,1 % |      |       |

| Candidats district #1 | Vote | %     |
| --------------------- | ---- | ----- |
| Yvon Roy (Sortant)    | 154  | 56,62 |
| Simon Simard          | 118  | 43,38 |

| Candidats district #2 | Vote | %     |
| --------------------- | ---- | ----- |
| Yvan Tremblay         | 150  | 48,23 |
| Jocelyne L. Mason     | 130  | 41,80 |
| Patrick Herring       | 31   | 9,97  |

| Candidats district #3   | Vote | %     |
| ----------------------- | ---- | ----- |
| Roger Thibault          | 197  | 61,95 |
| Yvon Turcotte (Sortant) | 121  | 38,05 |

| Candidats district #4 | Vote            | %               |
| --------------------- | --------------- | --------------- |
| Amanda Hamel          | Sans opposition | Sans opposition |

| Candidats district #5            | Vote | %     |
| -------------------------------- | ---- | ----- |
| Pierre (Pete) Lachance (Sortant) | 167  | 64,98 |
| Lori Kolatschek                  | 90   | 35,02 |

| Candidats district #6 | Vote | %     |
| --------------------- | ---- | ----- |
| Sylvie Lapointe       | 244  | 72,62 |
| Denise Grenier        | 92   | 27,38 |

## Dudswell
| Candidats pour la mairie       | Vote | %     |
| ------------------------------ | ---- | ----- |
| Jean-Pierre Briand (Sortant)   | 365  | 52,29 |
| Richard Roberge                | 240  | 34,38 |
| François Corriveau             | 93   | 13,32 |
| Taux de participation : 49,1 % |      |       |

| Candidats conseiller #1 | Vote            | %               |
| ----------------------- | --------------- | --------------- |
| Serge Lemieux           | Sans opposition | Sans opposition |

| Candidats conseiller #2   | Vote | %     |
| ------------------------- | ---- | ----- |
| Frédéric Robert (Sortant) | 360  | 51,80 |
| Alain Dodier              | 288  | 41,44 |
| Sylvain Lafond            | 47   | 6,76  |

| Candidats conseiller #3     | Vote | %     |
| --------------------------- | ---- | ----- |
| Micheline Breton (Sortante) | 387  | 57,00 |
| Maurice Dodier              | 292  | 43,00 |

| Candidats conseiller #4 | Vote            | %               |
| ----------------------- | --------------- | --------------- |
| Pierre Lacaille         | Sans opposition | Sans opposition |

| Candidats conseiller #5 | Vote | %     |
| ----------------------- | ---- | ----- |
| Chantal Laroche         | 356  | 51,74 |
| Réjean Cloutier         | 179  | 26,02 |
| Mario Gingras (Sortant) | 153  | 22,24 |

| Candidats conseiller #6 | Vote            | %               |
| ----------------------- | --------------- | --------------- |
| Mariane Paré (Sortante) | Sans opposition | Sans opposition |

## East Angus
| Candidats pour la mairie | Vote            | %               |
| ------------------------ | --------------- | --------------- |
| Robert G. Roy (Sortant)  | Sans opposition | Sans opposition |

| Candidats conseiller #1   | Vote            | %               |
| ------------------------- | --------------- | --------------- |
| Lyne Boulanger (Sortante) | Sans opposition | Sans opposition |

| Candidats conseiller #2 | Vote | %     |
| ----------------------- | ---- | ----- |
| Meagan Reid             | 431  | 52,88 |
| Robert Bibeau           | 384  | 47,12 |

| Candidats conseiller #3 | Vote            | %               |
| ----------------------- | --------------- | --------------- |
| Dany Langlois (Sortant) | Sans opposition | Sans opposition |

| Candidats conseiller #4 | Vote | %     |
| ----------------------- | ---- | ----- |
| Maxime Robert (Sortant) | 533  | 65,80 |
| Adèle Breton            | 163  | 20,12 |
| André Marois            | 114  | 14,07 |

| Candidats conseiller #5   | Vote            | %               |
| ------------------------- | --------------- | --------------- |
| Nicolas Lagueux (Sortant) | Sans opposition | Sans opposition |

| Candidats conseiller #6 | Vote            | %               |
| ----------------------- | --------------- | --------------- |
| Josée Hayes (Sortante)  | Sans opposition | Sans opposition |

Nomination de Lyne Boulanger au poste de mairesse le décembre 2016.
- Nécessaire en raison de la démission du maire Robert G. Roy pour devenir préfet de la MRC du Haut-Saint-François en décembre 2016 [2].

| Candidats pour la mairie                   | Vote            | %               |
| ------------------------------------------ | --------------- | --------------- |
| Lyne Boulanger (Sortante d'un autre poste) | Sans opposition | Sans opposition |

## Hampden
| Candidats pour la mairie       | Vote | %     |
| ------------------------------ | ---- | ----- |
| Bertrand Prévost (Sortant)     | 38   | 54,29 |
| Alain Thibault                 | 32   | 45,71 |
| Taux de participation : 59,4 % |      |       |

| Candidats conseiller #1  | Vote            | %               |
| ------------------------ | --------------- | --------------- |
| Pascal Prévost (Sortant) | Sans opposition | Sans opposition |

| Candidats conseiller #2 | Vote            | %               |
| ----------------------- | --------------- | --------------- |
| Lisa Irving (Sortante)  | Sans opposition | Sans opposition |

| Candidats conseiller #3 | Vote            | %               |
| ----------------------- | --------------- | --------------- |
| Alain Sabourin          | Sans opposition | Sans opposition |

| Candidats conseiller #4 | Vote            | %               |
| ----------------------- | --------------- | --------------- |
| Guy Poirier (Sortante)  | Sans opposition | Sans opposition |

| Candidats conseiller #5  | Vote            | %               |
| ------------------------ | --------------- | --------------- |
| Maryse Briand (Sortante) | Sans opposition | Sans opposition |

| Candidats conseiller #6 | Vote            | %               |
| ----------------------- | --------------- | --------------- |
| Valérie Prévost         | Sans opposition | Sans opposition |

## La Patrie
| Candidats pour la mairie       | Vote | %     |
| ------------------------------ | ---- | ----- |
| Bruno Gobeil                   | 274  | 56,15 |
| Chantal Prévost (Sortante)     | 214  | 43,85 |
| Taux de participation : 76,8 % |      |       |

| Candidats conseiller #1 | Vote | %     |
| ----------------------- | ---- | ----- |
| Richard Blais           | 241  | 50,42 |
| Francine Mercier        | 237  | 49,58 |

| Candidats conseiller #2 | Vote | %     |
| ----------------------- | ---- | ----- |
| David Masse             | 292  | 61,22 |
| Robert Delage (Sortant) | 185  | 38,78 |

| Candidats conseiller #3 | Vote            | %               |
| ----------------------- | --------------- | --------------- |
| Lise Pratte             | Sans opposition | Sans opposition |

| Candidats conseiller #4 | Vote            | %               |
| ----------------------- | --------------- | --------------- |
| Yves Vézina (Sortant)   | Sans opposition | Sans opposition |

| Candidats conseiller #5 | Vote | %     |
| ----------------------- | ---- | ----- |
| Rémi Poulin             | 309  | 64,51 |
| Anne-Marie Lacourse     | 170  | 35,49 |

| Candidats conseiller #6 | Vote            | %               |
| ----------------------- | --------------- | --------------- |
| Michel Morin (Sortant)  | Sans opposition | Sans opposition |

## Lingwick
| Candidats pour la mairie | Vote            | %               |
| ------------------------ | --------------- | --------------- |
| Marcel Langlois          | Sans opposition | Sans opposition |

| Candidats conseiller #1 | Vote            | %               |
| ----------------------- | --------------- | --------------- |
| Martin Loubier          | Sans opposition | Sans opposition |

| Candidats conseiller #2 | Vote | %     |
| ----------------------- | ---- | ----- |
| Guy Lapointe (Sortant)  | 127  | 51,21 |
| Jean Boulanger          | 121  | 48,79 |

| Candidats conseiller #3   | Vote | %     |
| ------------------------- | ---- | ----- |
| Manon Rousseau            | 197  | 79,44 |
| Jean-Guy Marois (Sortant) | 51   | 20,56 |

| Candidats conseiller #4    | Vote | %     |
| -------------------------- | ---- | ----- |
| Caroline Poirier (Sortant) | 132  | 53,23 |
| André Poulin               | 116  | 46,77 |

| Candidats conseiller #5   | Vote | %     |
| ------------------------- | ---- | ----- |
| Serge Larochelle          | 167  | 67,34 |
| Gaston Cloutier (Sortant) | 81   | 32,66 |

| Candidats conseiller #6    | Vote | %     |
| -------------------------- | ---- | ----- |
| Jonatan Audet              | 167  | 66,13 |
| Jacques Rousseau (Sortant) | 84   | 33,87 |

## Newport
| Candidats pour la mairie       | Vote | %     |
| ------------------------------ | ---- | ----- |
| Lionel Roy                     | 250  | 74,18 |
| Marc Vaillancourt              | 54   | 16,02 |
| Yves Theroux                   | 33   | 9,79  |
| Taux de participation : 51,0 % |      |       |

| Candidats conseiller #1  | Vote            | %               |
| ------------------------ | --------------- | --------------- |
| Germain Boutin (Sortant) | Sans opposition | Sans opposition |

| Candidats conseiller #2  | Vote | %     |
| ------------------------ | ---- | ----- |
| Anne-Marie Yeates-Dubeau | 206  | 63,38 |
| Franine Rouleau          | 119  | 36,62 |

| Candidats conseiller #3        | Vote            | %               |
| ------------------------------ | --------------- | --------------- |
| Jacqueline Desindes (Sortante) | Sans opposition | Sans opposition |

| Candidats conseiller #4  | Vote            | %               |
| ------------------------ | --------------- | --------------- |
| Jeffrey Bowker (Sortant) | Sans opposition | Sans opposition |

| Candidats conseiller #5 | Vote | %     |
| ----------------------- | ---- | ----- |
| Timothy Morrison        | 208  | 63,61 |
| Jacques Boutin          | 119  | 36,39 |

| Candidats conseiller #1  | Vote            | %               |
| ------------------------ | --------------- | --------------- |
| René Tétreault (Sortant) | Sans opposition | Sans opposition |

## Saint-Isidore-de-Clifton
| Candidats pour la mairie | Vote            | %               |
| ------------------------ | --------------- | --------------- |
| Yann Vallières           | Sans opposition | Sans opposition |

| Candidats conseiller #1 | Vote            | %               |
| ----------------------- | --------------- | --------------- |
| Marc Bégin (Sortant)    | Sans opposition | Sans opposition |

| Candidats conseiller #2   | Vote            | %               |
| ------------------------- | --------------- | --------------- |
| Audrey Turgeon (Sortante) | Sans opposition | Sans opposition |

| Candidats conseiller #3 | Vote            | %               |
| ----------------------- | --------------- | --------------- |
| Perry Bell (Sortant)    | Sans opposition | Sans opposition |

| Candidats conseiller #4 | Vote            | %               |
| ----------------------- | --------------- | --------------- |
| Lee Brazel              | Sans opposition | Sans opposition |

| Candidats conseiller #5 | Vote            | %               |
| ----------------------- | --------------- | --------------- |
| Julie Pouliot           | Sans opposition | Sans opposition |

| Candidats conseiller #6 | Vote            | %               |
| ----------------------- | --------------- | --------------- |
| Pierre Blouin           | Sans opposition | Sans opposition |

## Scotstown
| Candidats pour la mairie   | Vote            | %               |
| -------------------------- | --------------- | --------------- |
| Chantal Ouellet (Sortante) | Sans opposition | Sans opposition |

| Candidats conseiller #1  | Vote            | %               |
| ------------------------ | --------------- | --------------- |
| Iain Mac Aulay (Sortant) | Sans opposition | Sans opposition |

| Candidats conseiller #2 | Vote            | %               |
| ----------------------- | --------------- | --------------- |
| Vincent Duval (Sortant) | Sans opposition | Sans opposition |

| Candidats conseiller #3 | Vote            | %               |
| ----------------------- | --------------- | --------------- |
| Gilles Valcourt         | Sans opposition | Sans opposition |

| Candidats conseiller #4 | Vote            | %               |
| ----------------------- | --------------- | --------------- |
| Daniel Lessard          | Sans opposition | Sans opposition |

| Candidats conseiller #5 | Vote            | %               |
| ----------------------- | --------------- | --------------- |
| Andrée Doyon            | Sans opposition | Sans opposition |

| Candidats conseiller #6      | Vote            | %               |
| ---------------------------- | --------------- | --------------- |
| Jacques Duchesneau (Sortant) | Sans opposition | Sans opposition |

## Weedon
| Candidats pour la mairie       | Vote | %     |
| ------------------------------ | ---- | ----- |
| Richard Tanguay                | 789  | 65,80 |
| Jean-Claude Dumas (Sortant)    | 410  | 34,20 |
| Taux de participation : 53,0 % |      |       |

| Candidats conseiller #1 | Vote            | %               |
| ----------------------- | --------------- | --------------- |
| Michel Gauvin           | Sans opposition | Sans opposition |

| Candidats conseiller #2 | Vote            | %               |
| ----------------------- | --------------- | --------------- |
| Michel Croteau          | Sans opposition | Sans opposition |

| Candidats conseiller #3               | Vote | %     |
| ------------------------------------- | ---- | ----- |
| Jean-René Perron                      | 97   | 45,33 |
| Louis Fréchette                       | 84   | 39,25 |
| Lisette Bellemare Traversy (Sortante) | 33   | 15,42 |

| Candidats conseiller #4 | Vote            | %               |
| ----------------------- | --------------- | --------------- |
| Joanne Leblanc          | Sans opposition | Sans opposition |

| Candidats conseiller #5 | Vote | %     |
| ----------------------- | ---- | ----- |
| Maylis Toulouse         | 125  | 78,13 |
| Guy Gosselin            | 35   | 21,88 |

| Candidats conseiller #6 | Vote | %     |
| ----------------------- | ---- | ----- |
| Denis Rondeau           | 126  | 64,95 |
| Nancy Normandin         | 35   | 18,04 |
| Christian Groleau       | 33   | 17,01 |

## Westbury
| Candidats pour la mairie | Vote            | %               |
| ------------------------ | --------------- | --------------- |
| Kenneth Coates (Sortant) | Sans opposition | Sans opposition |

| Candidats conseiller #1  | Vote            | %               |
| ------------------------ | --------------- | --------------- |
| Marcel Gendron (Sortant) | Sans opposition | Sans opposition |

| Candidats conseiller #2 | Vote            | %               |
| ----------------------- | --------------- | --------------- |
| Réjean Vachon (Sortant) | Sans opposition | Sans opposition |

| Candidats conseiller #3    | Vote            | %               |
| -------------------------- | --------------- | --------------- |
| Doris Martineau (Sortante) | Sans opposition | Sans opposition |

| Candidats conseiller #4  | Vote            | %               |
| ------------------------ | --------------- | --------------- |
| Line Cloutier (Sortante) | Sans opposition | Sans opposition |

| Candidats conseiller #5 | Vote            | %               |
| ----------------------- | --------------- | --------------- |
| Denis Allaire (Sortant) | Sans opposition | Sans opposition |

| Candidats conseiller #6 | Vote            | %               |
| ----------------------- | --------------- | --------------- |
| Gary Foster (Sortant)   | Sans opposition | Sans opposition |